# 웨스틴 조선 부산
웨스틴 조선 부산(영어: THE WESTIN JOSUN BUSAN)은 대한민국 부산광역시 해운대구 우동에 위치하고 있다.